# FSI
FSI é uma tecnologia recente, vinda da Europa, que equipam carros como Mercedes e principalmente os Volkswagen Passat e Golf da Nova geração.
O FSI é uma injeção direta, o que ocasiona menos poluentes, mais admissão de combustível e melhora a potencia estimada do motor.
A sigla FSI vem do inglês Fuel Stratified Injection - ou, em português, Injeção Estratificada de Combustível. Assim como os outros motores com injeção direta de gasolina, esse também tem os injetores na cabeça dos cilindros, comandados por uma bomba de alta pressão. Nestes motores a pressão é de 110 bar, enquanto que em um motor com alimentação convencional a injeção de combustível é feita sob uma pressão que varia entre 3 e 5 bar.
A vantagem no motor FSI é que sua injeção de combustível é feita em quantidades variadas. Sendo assim, quando o veículo está carregando menos peso e o motor não precisa utilizar toda sua potência, a injeção de combustível é mais curta. Associando-se este processo ao controle do fluxo de ar nas câmaras de injeção, pode-se evitar o prejuízo da queima de combustível, pois o mesmo deixa de ser injetado antes da compressão do motor.
A limitação da passagem do ar na câmara é realizada pela combinação de um sensor e uma borboleta localizados no coletor.